# Julius Stavrovský-Popradov
Julius Stavrovský-Popradov (rusínsky Юлій Ставровскый-Попрадов, 18. ledna 1850 Sulín – 27. března 1899 Prešov) byl rusínský básník, etnograf, buditel a řeckokatolický kněz. Svým dílem byl Julius jedním z nejvýznamnějších rusínských básníků. Julius sice byl rusofil, ale věřil v kodifikaci rusínského jazyka, který by sjednotil všechny rusíny v Uhersku.

## Život
Julius se narodil do rusínsko-maďarské rodiny v Sulíně v roce 1850. Studoval na školách v Sulíně, Podolínci a Levoči. V roce 1863 začal studovat gymnázium v Prešově a od roku 1868 také teologická studia v Budapešti. Po vysvěcení na kněze se stal farářem v Jarabini a také sloužil na biskupském úřadě v Prešově. Byl přítel s Adolfem Dobrjanským ke kterému také vzhlížel, ten mu v roce 1879 nabídl místo faráře v Čertižném. V Čertižném zůstal Julius až do své smrti v roce 1899. Zemřel na zápal plic v 49 letech.
Julius měl umírněné rusofilské názory a tak si během života dopisoval s ukrajinským etnografem Volodymyrem Hnaťukem.

## Dílo
Julius Stavrovský-Popradov byl jeden z největších rusínských básníků rusofilského směru. Jeho dílo se skládá z lyrické poezie, etnografických esejí a zapisování lidové slovesnosti. Byl zastánce Adolfa Dobrjanského a jako jeden z mála rusínských spisovatelů psal spisovnou ruštinou, která ale obsahovala pár rusínských slov. Své kratší básně či úryvky z děl dodával novinám Svět, Nový Svět, Karpat a Lístek. Julius sice byl rusofil, ale věřil a propagoval mezi lidmi myšlenku, aby se cítili sami sebou. Podporoval rusínské tradice a kulturu, což se prolíná do etnografických děl Pohádky ze spišské Rusi, Eseje z Podkarpatské Rusi, Jarmark v jednom městě na Spiši a Práce s lnem a plátnem u spišských rusů z roku 1871.
Julius také napsal různé pedagogické a historické články, ty napsal v karpatskorusínském dialektu ruštiny, jednalo se o články Vztah maďaro-rusů k maďarům a Něco o vzdělanosti maďarsko-ruského národa. Také napsal Ruský slovník, který byl napsán v ruštině a zůstal pouze v rukopisné podobě. Některá svá díla věnoval krásnobrodskému klášteru, ta ale byla dodána v maďarštině.
Mezi nejznámější dílo Juliuse Stavrovského-Popradova patří Poezie Popradova. Dílo vyšlo až po jeho smrti v roce 1928 a to díky Nikolaji Beskidovi, který básně sesbíral a sestavil do knižní podoby. Úryvky básní z díla, ale již vyšly za básníkova života a to v novinách, byly to básně Já Rus, Rodina, Na Beskydech a K Urielu Meteoru. Nikolaj Beskid také v roce 1929 sestavil jeho biografii.

### Stavrovský a spisovný rusínský jazyk
Sám Julius psal rusky, ale věřil, že úspěšné vyvrcholení rusínského národního obrození má být kodifikace rusínského jazyka. Sám Julius nepsal rusínsky, protože v té době existovalo mnoho rusínských dialektů. On sám svá kázání a díla psal v ruštině a věřil, že spisovný rusínský jazyk bude vytvořen. Julius sepsal svůj názor na spisovný rusínský jazyk: „Při sestavování těchto kázání, jsem nemohl brát v úvahu všechny nářečí, která panují u našeho prostého lidu. Psal jsem tedy v tom jazyce, který je u nás obecně používán, tedy v literárním jazyce, v kterém jsou napsána díla zesnulého Duchnoviče, nebo slavnostní řeči našich osvícených biskupů, nebo školní učebnice vydávané našimi diecézními úřady.“